# قرية القنصرة (آيت والال)
قرية القنصرة هو دُوَّار يقع بجماعة الكنزرة، إقليم الخميسات، جهة الرباط سلا القنيطرة في المملكة المغربية. ينتمي الدوّار لمشيخة آيت والال التي تضم 12 دوار. يقدر عدد سكانه بـ 487 نسمة حسب الإحصاء الرسمي للسكان والسكنى لسنة 2004.

## روابط خارجية
- البوابة الوطنية للجماعات الترابية نسخة محفوظة 12 مارس 2018 على موقع واي باك مشين.
- المندوبية السامية للتخطيط